# Beverley Randolph
Beverley Randolph, född 1754 i Henrico County, Virginia, död 7 februari 1797 i Cumberland County, Virginia, var en amerikansk politiker. Han var Virginias guvernör 1788–1791.
Randolph utexaminerades 1771 från The College of William & Mary och gifte sig år 1775 med Martha Cocke. Han deltog i amerikanska revolutionskriget som överste i Virginias milis och var ledamot av Virginias delegathus 1777 samt 1779–1781.
Randolph efterträdde 1788 Edmund Randolph som guvernör. Han efterträddes 1791 av Henry Lee III. Randolph avled 1797 och hans gravplats finns på Westview Cemetery i Farmville.